# John Morrison (Rennfahrer)

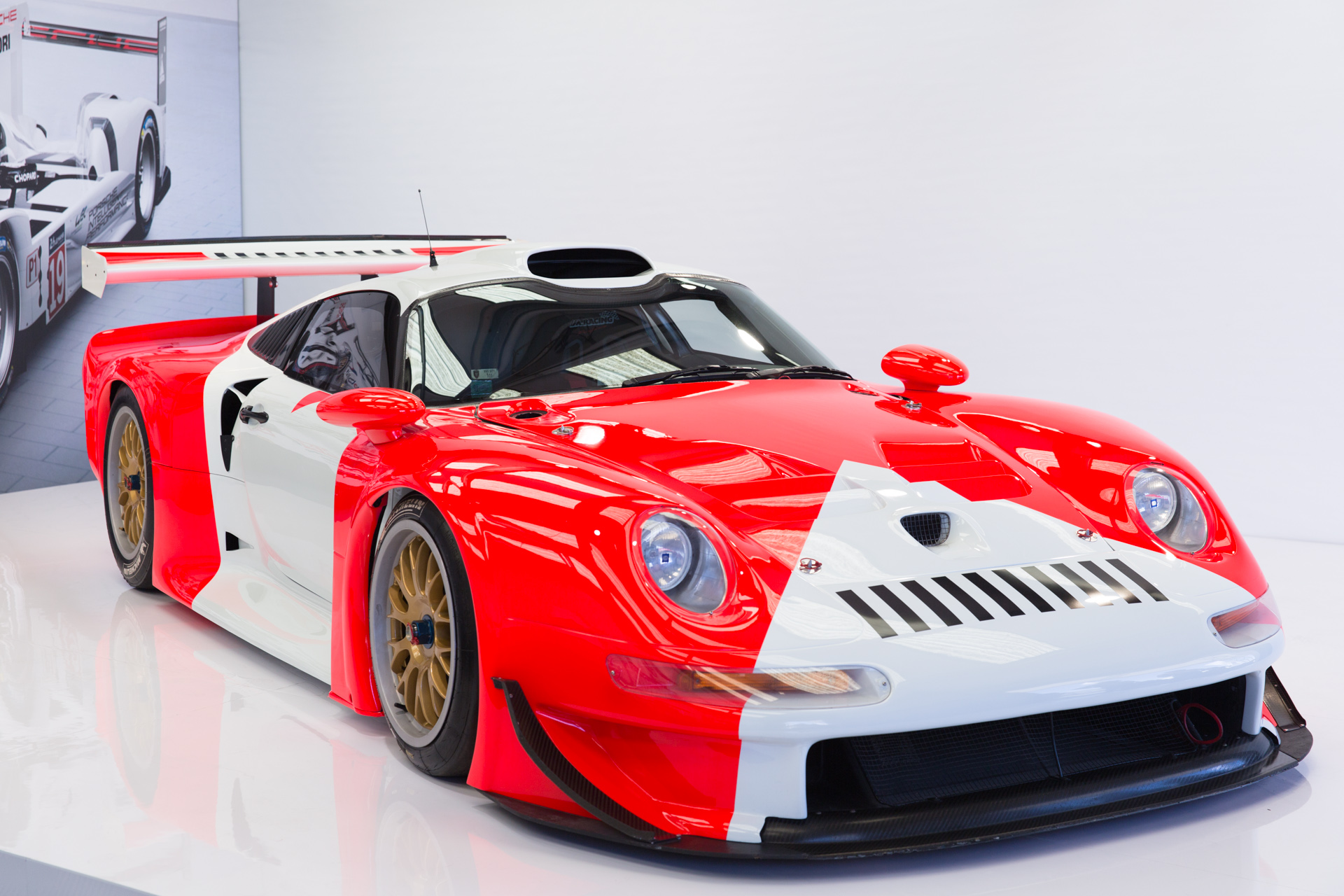
Auf einem Porsche 911 GT1 gewann John Morrison 1997 die britische GT-Meisterschaft

John Morrison (* 26. Oktober 1948) ist ein ehemaliger britischer Autorennfahrer.

## Karriere als Rennfahrer
John Morrison kann auf eine über 20-jährige Karriere als Rennfahrer zurückblicken. Begonnen hatte alles in der Formel 3, wo er 1973 ein erstes Rennen in einer nationalen britischen Meisterschaft bestritt. Im selben Jahr fuhr er auch einige Formel-V-Rennen, stieg spät in die Formel-Super-V-Europameisterschaft und wurde dennoch Elfter in der Meisterschaft (Gesamtsieger Helmut Koinigg vor Freddy Kottulinsky und Kennerth Persson). Morrison fuhr drei weitere Jahre Rennen in dieser Meisterschaft und wurde 1974 Vierter (Gesamtsieger Kottulinsky vor Perrson und Keke Rosberg) sowie 1976 Zehnter (Meister Mika Arpiainen) in der Endwertung.
1977 wechselte Morrison in den Sportwagensport. 1979 ging er beim 24-Stunden-Rennen von Le Mans an den Start und wurde ab 1980 zum regelmäßigen Teilnehmer an Rennen der Sportwagen-Weltmeisterschaft. Bis zum Ende seiner Karriere nach dem Ablauf der Saison 2000 fuhr er 76 Rennen. Dabei gelangen ihm sechs Gesamt- und fünf Klassensiege. Seinen größten Erfolg feierte er am Ende seiner Karriere. 1997 gewann er gemeinsam mit John Greasley auf einem Porsche 911 GT1 die Gesamtwertung der britischen GT-Meisterschaft.

## Statistik

### Le-Mans-Ergebnisse
| Jahr | Team             | Fahrzeug  | Teamkollege  | Teamkollege | Platzierung | Ausfallgrund |
| ---- | ---------------- | --------- | ------------ | ----------- | ----------- | ------------ |
| 1979 | J.C. Racing Ltd. | Lola T380 | Peter Lovett | John Cooper | Ausfall     | Elektrik     |

### Einzelergebnisse in der Sportwagen-Weltmeisterschaft
| Saison | Team             | Rennwagen       | 1   | 2   | 3   | 4   | 5   | 6   | 7   | 8   | 9   | 10  | 11  | 12  | 13  | 14  | 15  | 16  | 17  |
| ------ | ---------------- | --------------- | --- | --- | --- | --- | --- | --- | --- | --- | --- | --- | --- | --- | --- | --- | --- | --- | --- |
| 1977   | John Morrison    | Vogue SP2       | DAY | MUG | DIJ | MON | SIL | NÜR | VAL | PER | WAT | EST | LEC | MOS | IMO | SAL | BRH | HOK | VAL |
| 1977   | John Morrison    | Vogue SP2       |     |     |     |     |     |     |     | DNF |     |     |     |     |     |     |     |     |     |
| 1979   | JC Racing        | De Cadenet Lola | DAY | SEB | MUG | TAL | DIJ | RIV | SIL | NÜR | LEM | PER | DAY | WAT | SPA | BRH | ROA | VAL | ELS |
| 1979   | JC Racing        | De Cadenet Lola |     |     |     |     |     | DNF |     |     |     |     |     |     |     |     |     |     |     |
| 1980   | Mazda Team       | Mazda RX-7      | DAY | BRH | SEB | MUG | MON | RIV | SIL | NÜR | LEM | DAY | WAT | SPA | MOS | ROA | VAL | DIJ |     |
| 1980   | Mazda Team       | Mazda RX-7      |     |     |     |     |     |     |     |     | 21  |     |     |     |     |     |     |     |     |
| 1981   | Holman Blackburn | Ford Capri      | DAY | SEB | MUG | MON | RIV | SIL | NÜR | LEM | PER | DAY | WAT | SPA | MOS | ROA | BRH |     |     |
| 1981   | Holman Blackburn | Ford Capri      |     |     |     |     |     |     |     |     | 6   |     |     |     |     |     |     |     |     |